# 안티오코스 4세 에피파네스
안티오코스 4세 에피파네스 (기원전 215년경 ~ 기원전 164년 11월/12월)는 기원전 175년부터 기원전 164년 사망할 때까지 셀레우코스 제국의 왕이었다. 안티오코스의 재위 기간 동안 주목할 만한 사건으로는 프톨레마이오스 이집트 원정, 유대와 사마리아 유대인에 대한 박해, 그리고 유대 마카베오인들의 반란이 있다.
안티오코스 3세 메가스 왕의 아들인 안티오코스 4세의 즉위 과정은 찬탈로 인식되어왔다. 기원전 175년 그의 형 셀레우코스 4세 필로파토르가 사망한 후 "진정한" 상속자는 셀레우코스의 아들 데메트리오스 1세였어야 했다. 그러나 데메트리오스 1세는 당시 너무 어렸고 로마에 볼모로 잡혀 있었다. 안티오코스는 이 기회를 잡아 스스로 왕을 선언하고 안티오키아의 그리스 지배 계급의 충분한 지지를 얻는 데 성공했다. 이는 이후 세대에서 점차 많은 왕위 주장자들이 왕위를 찬탈하려고 시도하면서 셀레우코스 제국의 불안정한 경향을 만들었다. 그가 죽은 후, 지배 왕조의 경쟁적인 계파들 간의 권력 투쟁은 제국의 붕괴에 크게 기여했다. 안티오코스의 기이하고 변덕스러운 행동으로 인해 동시대인들로부터 에피마네스("미친 사람")라고 불리기도 했다.

## 전기

### 권력 장악
기원전 215년경에 태어난 안티오코스는 셀레우코스 왕 안티오코스 3세 메가스의 아들이었다. 안티오코스의 이름은 원래 미트리다테스였고, 그의 형이 죽은 후나 왕위 등극 후 개명한 것으로 추정된다. 기원전 188년에 체결된 아파메이아 평화 조약의 조건에 따라 로마 공화국의 정치적 볼모가 되었다. 기원전 187년에 그의 형 셀레우코스 4세 필로파토르가 아버지의 뒤를 이어 왕위에 오르자, 안티오코스는 셀레우코스의 아들이자 상속인인 조카 데메트리오스와 교환되었다. 그 후 안티오코스는 아테네에서 살다가 기원전 175년 그의 형이 정부 장관 헬리오도로스에게 암살당했을 때 그곳에 있었다.
헬리오도로스는 그 후 스스로 섭정을 선포하여 사실상 정부를 통악했다. 이러한 방식은 오래가지 못했다. 페르가몬의 에우메네스 2세 왕의 도움을 받아 안티오코스 4세는 아테네에서 소아시아를 거쳐 기원전 175년 11월까지 시리아에 도착했다. 셀레우코스의 정당한 상속자인 데메트리오스는 여전히 로마에 볼모로 잡혀 있었기 때문에, 안티오코스는 왕위를 스스로 장악하고 셀레우코스의 또 다른 아들인 유아 안티오코스와 공동 섭정을 선언했다. (셀레우코스 4세의 아들 안티오코스는 나중에 기원전 170년에 사망했는데, 아마도 안티오코스 4세에게 살해되었을 것이다).

### 통치 방식
안티오코스 4세는 사치스럽고 관대한 통치자라는 명성을 쌓았다. 그는 안티오키아 거리의 서민들에게 돈을 뿌렸고, 알지 못하는 사람들에게 예상치 못한 선물을 주었으며, 아테네의 제우스 신전과 델로스섬의 제단에 돈을 기부했다. 그는 서부 군대를 모두 안티오키아 교외인 다프네에서 대규모 퍼레이드를 벌였고, 최고의 향신료, 의복, 음식을 사용하여 귀족들과 호화로운 연회를 열었다. 그는 또한 용병으로 셀레우코스 군대를 보충했다. 이 모든 것이 셀레우코스 국고에 비용이 들었지만, 제국은 세금을 거두어 비용을 지불할 수 있었다. 그의 기이한 행동과 공중 목욕탕에 나타나고 지방 공무원직에 지원하는 등 일반인들과의 예상치 못한 교류로 인해 비판자들은 그를 에피마네스(Ἐπιμανής, Epimanḗs, "미친 사람")라고 불렀는데, 이는 그의 칭호인 에피파네스("신의 현현")를 비꼬는 말장난이었다.

### 이집트와의 전쟁 및 로마와의 관계

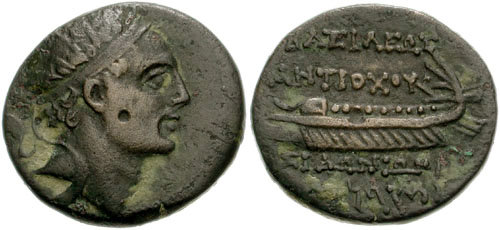
안티오코스 4세의 시돈 주화, 승리한 갤리선을 묘사.

안티오코스는 즉위 후 로마 공화국과의 좋은 관계를 유지하기 위해 노력했으며, 기원전 173년에 미납된 기원전 188년 아파메이아 평화 조약 배상금의 일부를 가지고 로마에 사절단을 파견했다. 그곳에서 사절단은 로마와의 우호 및 동맹 조약을 갱신하는 데 성공했는데, 안티오코스가 이 지역에서 로마의 주요 동맹국인 에우메네스 2세의 도움으로 권력을 잡았다는 사실이 크게 도움이 되었다.
프톨레마이오스 6세 왕의 후견인들은 기원전 170년에 코엘레 시리아의 반환을 요구하며, 안티오코스가 조카를 살해한 후 왕국이 분열되었다는 가정 하에 셀레우코스에 전쟁을 선포했다. 그러나 안티오코스는 공격에 대한 경고를 받고 더 철저히 준비했다. 그는 이미 병력을 증강하고 배치해 두었으며, 이집트군이 펠루시움을 떠나자마자 안티오코스 4세와 그의 셀레우코스군에게 공격받아 패배했다. 셀레우코스군은 펠루시움을 점령하여 보급품과 이집트 전역으로의 접근권을 확보했다. 그는 이집트 본토로 진격하여 알렉산드리아를 제외한 모든 곳을 정복하고 프톨레마이오스 왕을 포로로 잡았다. 이는 로마(프톨레마이오스 이집트의 전통적인 동맹국)가 제3차 마케도니아 전쟁에 휘말려 다른 곳에 개입할 의사가 없었기 때문에 부분적으로 달성되었다.
로마를 자극하지 않기 위해 안티오코스는 프톨레마이오스 6세가 멤피스에서 괴뢰 왕으로 계속 통치하도록 허락했다. 안티오코스가 철수하자 알렉산드리아 시는 프톨레마이오스의 형제 중 한 명인 프톨레마이오스 8세 에우에르게테스를 새 왕으로 선택했다. 프톨레마이오스 형제는 화해하고 내전 대신 이집트를 공동 통치하기로 합의했다.
기원전 168년, 안티오코스는 이집트에 대한 두 번째 공격을 감행하고 키프로스를 점령하기 위해 함대를 보냈다. 알렉산드리아에 도착하기 전에 그의 길은 가이우스 포필리우스 라에나스라는 노련한 로마 대사 한 명에 의해 막혔는데, 그는 안티오코스에게 이집트와 키프로스에서 군대를 철수시키지 않으면 로마 공화국과 전쟁 상태로 간주하겠다는 로마 원로원의 메시지를 전달했다. 안티오코스는 그의 의회와 논의하겠다고 말했고, 이에 로마 사절은 안티오코스 주위에 모래 선을 긋고 말했다. "이 원 밖을 나서기 전에 로마 원로원에 가져갈 수 있는 답변을 주십시오." 이는 왕이 즉시 이집트를 떠나겠다고 약속하지 않고 원 밖으로 나갈 경우 로마가 전쟁을 선포할 것임을 암시했다. 선택지를 저울질한 안티오코스는 철수하기로 결정했다. 그제서야 포필리우스는 그와 악수하는 데 동의했다. 고대 사료와 전통적인 역사 기록은 이 "엘레우시스 날"을 안티오코스 4세에게 큰 굴욕이었으며, 한동안 그를 정신적으로 불안하게 만들었다고 묘사한다. 일부 현대 역사가들은 로마의 개입으로 인해 안티오코스가 잠재적으로 길고 비용이 많이 드는 알렉산드리아 공성을 시작하지 않을 구실을 얻게 되었으므로, 고대 사료가 나타내는 것보다 안티오코스가 이에 더 만족했을 수 있다고 추측한다. 그는 대규모 침공에 비해 적은 위험과 비용으로 이집트 국가를 약화시킨 채 보물과 약탈품을 가지고 돌아갈 수 있었을 것이다.

### 유대인 박해와 마카베오 전쟁

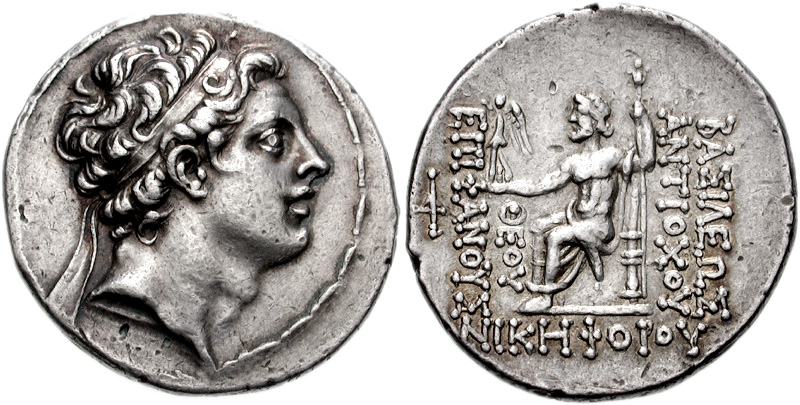
안티오코스 4세 왕의 은화. 뒷면에는 제우스가 니케와 홀을 들고 앉아 있는 모습이 그려져 있다. 그리스어 비문은 다음과 같다: ΒΑΣΙΛΕΩΣ ΑΝΤΙΟΧΟΥ ΝΙΚΗΦΟΡΟΥ ΘΕΟΥ ΕΠΙΦΑΝΟΥΣ, Basileōs Antiochou Nikēphorou Theou Epiphanous, "승리한 신 현현 왕 안티오코스."

셀레우코스는 그들 이전의 프톨레마이오스처럼 유대에 대한 종주권을 가졌다. 그들은 유대 문화를 존중하고 유대 기관을 보호했다. 이 정책은 안티오코스 4세에 의해 급격히 뒤집혔는데, 이는 예루살렘 성전 지도권과 대제사장직에 대한 분쟁 때문이거나, 아니면 진압된 후 시간이 지나면서 그 본질이 사라진 반란 때문인 것으로 보인다.

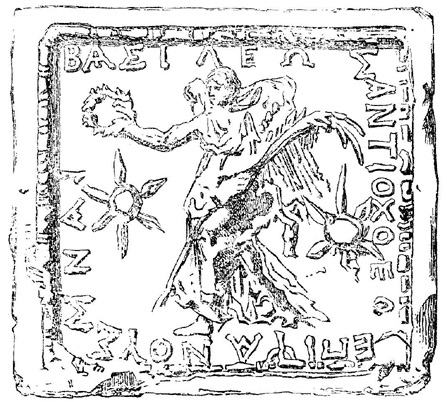
안티오코스 4세 에피파네스의 미나.

셀레우코스 제국에 대한 지역적 반란은 드물지 않았지만, 대부분 성공하지 못했다. 그러나 안티오코스 4세가 궁극적으로 유대에서 일으킨 반란은 이례적으로 잘 기록되고 보존되었다. 마카베오하에 따르면, 위기는 제6차 시리아 전쟁이 발발하기 몇 년 전부터 시작되었다. 기원전 171년에 안티오코스는 야손 대제사장을 해임하고, 그에게 막대한 뇌물을 주고 그 직책을 확보한 메넬라오스로 교체했다. 기원전 168년에 안티오코스가 이집트에서 원정을 하던 중, 그가 죽었다는 소문이 유대에 퍼졌다. 야손은 1,000명의 병력을 모아 예루살렘 시를 기습 공격했다. 메넬라오스는 그 결과 발생한 폭동 중에 예루살렘에서 도망칠 수밖에 없었다. 야손의 의도는 무력으로 자신의 옛 직책을 되찾고, 왕의 죽음 이후 권력을 잡을 섭정에게 자신의 권력 재장악을 기정사실로 제시함으로써, 그들이 미묘한 정치적 순간에 더 이상의 갈등을 초래하기보다 그가 권력을 유지하도록 허용할 것이라고 가정한 것일 수 있다. 그러나 안티오코스는 여전히 살아 있었고, 로마인들 손에 당한 역전과 유대인들이 그가 선택한 대제사장 후보를 거부한 것에 격분하여 이집트에서 돌아왔다. 그는 예루살렘을 공격하고 메넬라오스를 복권시킨 다음 많은 유대인들을 처형했다.
이 소식이 왕에게 보고되자, 그는 유대가 반란을 일으켰다고 생각했다. 야수처럼 분노하며, 그는 이집트에서 출발하여 예루살렘을 습격했다. 그는 병사들에게 마주치는 사람들을 무자비하게 베고, 집에 피신한 사람들을 죽이라고 명령했다. 젊은이와 노인, 여자와 어린이의 학살, 처녀와 유아의 도살이 있었다. 사흘 동안 8만 명이 사망했고, 4만 명이 폭력적인 죽음을 맞았으며, 같은 수의 사람들이 노예로 팔렸다.
— 마카베오하 5:11–14 (NRSV)

마카베오상에 따르면, 메넬라오스를 복권시킨 후 안티오코스 4세는 전통주의자들에 대항하여 가장 열렬한 친그리스 헬레니즘 유대인 세력을 돕기 위한 법령을 발표했다. 그는 유대교 의례와 전통을 불법화하고, 예루살렘 성전은 강제로 제우스 숭배를 포함하는 혼합적인 그리스-유대교 의식으로 변경되었다. 그리스 역사가 디오도로스는 안티오코스가 "모세의 형상과 바깥뜰에 서 있던 하느님의 제단에 큰 돼지를 희생하고, 그들에게 희생의 피를 뿌렸다. 그는 또한 그들이 다른 모든 민족을 미워하도록 가르쳤던 책들을 돼지 고기로 만든 육수로 뿌리라고 명령했다. 그리고 그는 성전에 끊임없이 타오르던 램프(그들이 불멸이라고 불렀던)를 껐다. 마지막으로 그는 대제사장과 다른 유대인들에게 돼지 고기를 먹도록 강요했다."라고 썼다.
이러한 법령은 그들의 제국 내에서 지역 종교를 억압하려 하지 않던 전형적인 셀레우코스 관행에서 벗어난 것이었지만, 헬레니즘 시대에 지역 자치 정부가 제국의 종주권에 대한 반란으로 자치권과 지역 법률이 폐지되고 지역 성소가 통제에서 벗어나는 다른 사례들과 유사할 수 있다. 예루살렘 시는 혼란 속에서 두 번째로 약탈당했다. 안티오코스는 예루살렘에 헬레니즘 유대인과 그리스 군사 주둔지를 위한 요새 역할을 할 아크라라는 그리스 군사 성채를 설립했다. 이는 기원전 168년부터 167년 사이에 일어났다.
이러한 조치들은 그의 통치에 대한 반란인 마카베오 전쟁을 촉발시켰다. 따라서 제2성전 유대교의 학자들은 안티오코스의 통치를 유대인들에게 '안티오코스 위기'라고 부르기도 한다. 전통적으로, 마카베오기 상권과 하권에서 표현되듯이, 마카베오 반란은 외세의 정치적, 문화적 억압에 대한 민족적 저항으로 묘사되었다. 그러나 현대에는 학자들이 안티오코스 4세가 국내의 전통주의 유대인들과 예루살렘의 헬레니즘 유대인들 사이의 내전에 개입한 것에 가깝다고 주장한다.
학자들은 이 반란이 다니엘서의 저술로 이어졌다고 생각하는데, 다니엘서에 나오는 "북방의 왕"이라는 악당은 일반적으로 안티오코스 4세를 지칭하는 것으로 간주된다. 그곳에서 안티오코스가 예루살렘의 성스러운 도시를 공격하지만 결국 종말을 맞이하는 묘사는 훗날 기독교의 적그리스도 묘사에 영향을 미쳤다.

### 말년

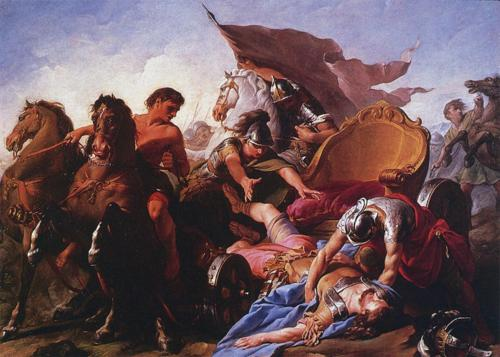
안티오코스가 전차에서 떨어지는 모습, 노엘 알레의 그림, 약 1738년

파르티아의 미트리다테스 1세 왕은 안티오코스의 서부 문제를 이용하여 동쪽에서 공격하여 기원전 167년에 헤라트 시를 점령하고 인도로 가는 직접적인 무역로를 방해하여 사실상 그리스 세계를 둘로 나누었다. 안티오코스는 동쪽의 잠재적 위험을 인식했지만 유대 통제권을 포기할 생각은 없었다. 그는 리시아스라는 사령관을 파견하여 마카베오를 처리하게 했고, 안티오코스 자신은 셀레우코스 주력군을 이끌고 파르티아군에 맞섰다. 안티오코스는 동부 전역에서 초기 성공을 거두어 아르타셰스 1세 왕을 포로로 잡고 아르메니아 왕국을 재정복했다. 그의 원정은 엑바타나를 거쳐 진행되었고, 그와 그의 군대는 페르세폴리스를 공격했지만 주민들에 의해 쫓겨났다. 집으로 돌아오는 길에 그는 기원전 164년 이스파한에서 사망했다.
안티오코스 4세의 죽음에 대한 다양한 종교적 설명이 존재한다. 그는 죽기 직전에 페르시아의 메소포타미아 신 나나야의 신전을 공격했는데, 그의 죽음은 일부에서 불경죄와 나나야에 의한 처벌로 여겨졌을 가능성이 있다. 유대인 사료들은 안티오코스의 죽음을 이전에 예루살렘 성전에서 행한 불경죄 때문으로 보았다. 문자 그대로 읽으면, 마카베오기 상권과 하권 사이에는 명백한 모순이 있다. 마카베오기 상권은 안티오코스 4세의 죽음을 유대 성전의 재봉헌 직후로 보고 있지만, 마카베오기 하권은 왕의 죽음을 성전 재봉헌 이전에 일어난 것으로 보고 있다. 일부 학자들은 마카베오상 6:7에서 헐어버린 "가증한 것"이 내란 때문이었고, 성전의 진정한 재봉헌은 안티오코스 4세가 죽은 후에 일어났다고 이론화했다. 마카베오하에 따르면, 그는 신이 내린 질병으로 사망했다:
그러나 만물을 보시는 주 이스라엘의 하느님께서 그를 고칠 수 없고 보이지 않는 병으로 치셨다. 그가 말을 멈추자마자 그는 참을 수 없는 복통과 날카로운 내면의 고통에 사로잡혔다. 이는 그가 다른 이들의 내장을 많은 기이하고 고통스러운 고통으로 괴롭혔기 때문에 당연한 일이었다. 그러나 그는 자신의 오만함을 조금도 멈추지 않았고, 유대인들에게 분노를 폭발하며 더욱 오만해져서 더욱 빨리 몰아붙이라고 명령했다. 그리하여 그는 질주하던 전차에서 떨어졌고, 그 추락은 그의 몸의 모든 사지를 고통스럽게 할 정도로 심했다. 그리하여 얼마 전까지만 해도 초인적인 오만함으로 바다의 파도를 지휘하고 높은 산을 저울에 달 수 있다고 생각했던 자가 땅으로 쓰러져 들것에 실려 다니게 되었으니, 이는 하느님의 권능을 모두에게 나타내 보여주는 일이었다. 그리하여 그 불경한 자의 몸에는 벌레가 들끓고, 그가 여전히 고통 속에서 살아가고 있는 동안 그의 살은 썩어갔으며, 그 악취 때문에 온 군대가 그의 부패에 혐오감을 느꼈다. — 마카베오하 9:5–9 (NRSV)

후대의 랍비 문서인 안티오코스 두루마리(메길라트 안티오코스)에 따르면, 안티오코스는 그의 군대가 유대에서 패배했다는 소식을 듣고 배를 타고 해안 도시로 도망쳤다. 그가 가는 곳마다 사람들이 반란을 일으키고 그를 "도망자"라고 불렀고, 그래서 그는 바다에 몸을 던져 익사했다. 그러나 이 이야기는 2세기경의 것으로, 폴리비오스나 마카베오하보다 사건 발생 시기에서 훨씬 더 멀리 떨어져 있다. 일반적으로 이차적이며 정확성이 떨어지는 것으로 간주된다.

## 유산

### 유대 전통

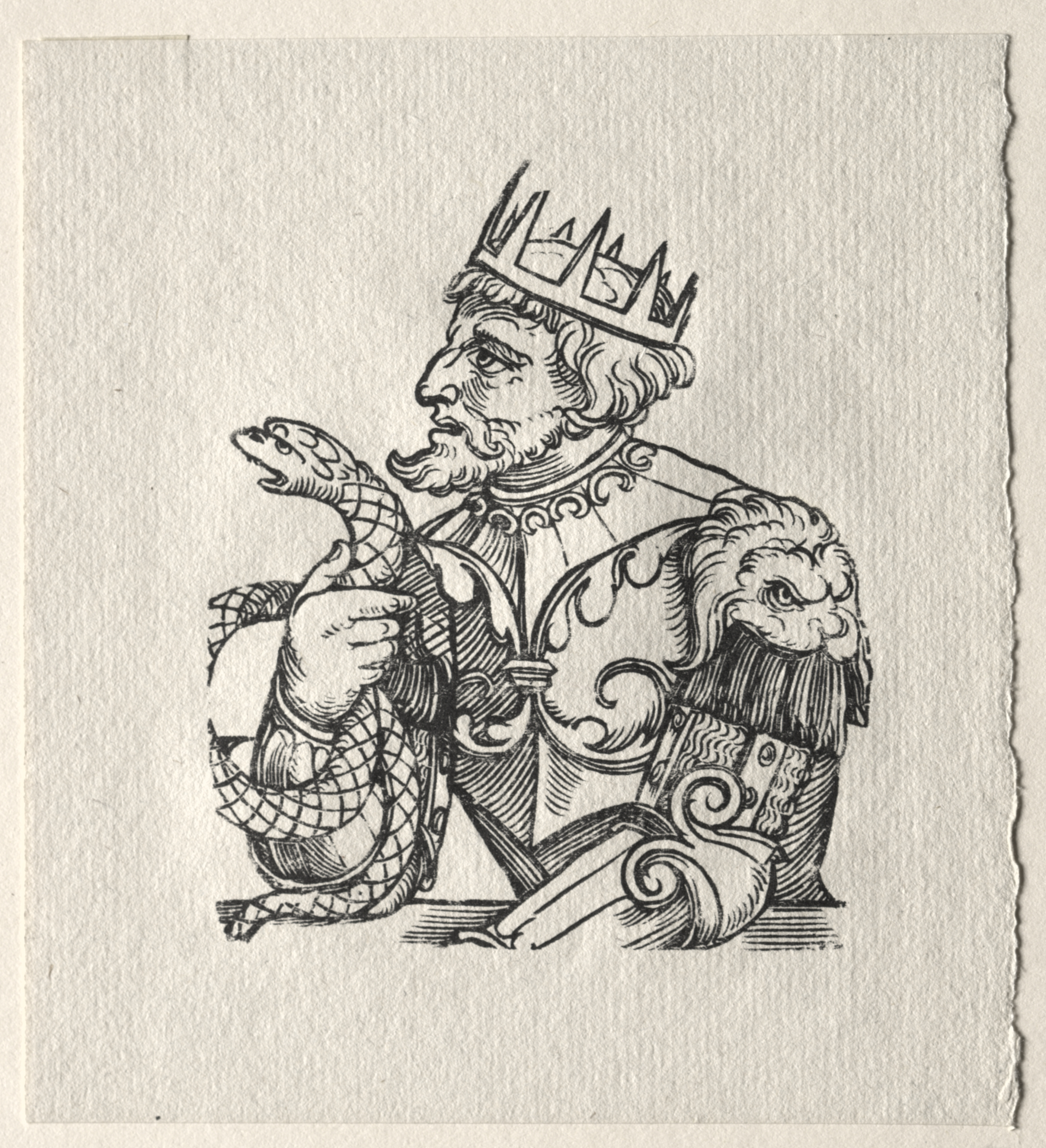
게오르크 펜츠가 묘사한 안티오코스의 목판화

안티오코스 4세는 하누카와 관련된 유대 전통, 즉 마카베오기와 "안티오코스 두루마리"에서 주요 악당이자 박해자로 기억된다. 랍비 문헌에서는 그를 하라샤("사악한 자")라고 부른다. 유대 대백과사전은 "유대와 이교도 출처가 그의 특징 묘사에 동의하므로, 그들의 묘사는 분명히 정확하다"고 결론지으며, 이러한 묘사를 잔인하고 허영심 많은 통치자가 자신의 영역 내 모든 민족에게 헬레니즘 문화를 강요하려고 했지만, "그는 그 진정한 본질을 거의 이해하지 못했다"고 요약했다. 플라비우스 요세푸스는 유대 고대사에서 안티오코스 4세가 제2성전을 모독하고 그 이름을 "목성 헬레니우스 신전"으로 바꾸었다고 기록했다. 요세푸스는 또한 안티오코스 4세가 할례를 받은 남성 외에도 유대인 관습을 행하거나 유대교 경전을 소유한 모든 사람들을 처형했다고 묘사했다.

### 신성한 칭호
안티오코스는 동전에 신성한 칭호를 사용한 최초의 셀레우코스 왕이었다. 이는 아마도 이전에 그렇게 했던 박트리아 헬레니즘 왕들로부터 영감을 받았거나, 아니면 그의 아버지 안티오코스 대왕이 셀레우코스 제국 내에서 체계화했던 통치자 숭배를 기반으로 한 것일 수 있다. 이러한 칭호에는 Θεὸς Ἐπιφανής "현현한 신"과, 이집트 정복 후에는 Νικηφόρος "승리를 가져오는 자"가 포함되었다.

### 역사 기록
안티오코스 4세에 대한 가장 중요한 고대 비유대인 자료는 그리스 역사가 폴리비오스인데, 그는 일반적으로 해당 시대에 대한 가장 높은 품질의 자료 중 하나로 간주된다. 폴리비오스는 그를 부정적으로 묘사하며, 다른 현존하는 기록들도 마찬가지다. 마카베오기에 나오는 유대인들의 부정적인 기록 또한 영향력이 있다. 이를 바탕으로 안티오코스 4세는 일반적으로 좋지 않게 평가되어 왔다.
그러나 이러한 적대적인 묘사에 대해 회의적인 시각을 가진 역사가들도 있다. 모든 고대 기록이 적대적인 것은 아니다. 역사가 아피아노스는 안티오코스 4세에 대해 특별히 나쁜 말을 하지 않는다. 폴리비오스는 이 문제에 대해 중립적이지 않은 것으로 보이는데, 그는 안티오코스 4세의 조카이자 라이벌인 데메트리오스 1세와 절친한 친구였고, 둘 다 로마에서 망명 생활을 했다. 폴리비오스가 속했던 아카이아 동맹도 전통적으로 셀레우코스 제국에 적대적이었다. 폴리비오스는 많은 교육받은 상류층처럼 다소 엘리트주의자였다. 따라서 안티오코스 4세가 선술집에서 서민들과 어울렸다는 폴리비오스가 전하는 이야기들은 고대에는 그의 명성을 떨어뜨렸을 수 있지만, 현대적 가치관으로는 이러한 행동이 문제되지 않을 것이다. 역사가 도브 게라(Dov Gera)는 안티오코스 4세를 옹호하며 그가 "재능 있고 유능한 정치인"이었으며 "폴리비오스가 그린 그의 부정적인 초상화는 그의 친구들의 정치적 고려에 영향을 받았으므로 신뢰할 수 없다"고 썼다. 이에 대한 몇 가지 증거도 있다. 역사가 닉 세쿤다는 알렉산드로스 발라스가 기원전 152년에 안티오코스 4세의 알려지지 않은 아들이라고 주장하며 데메트리오스 왕에게 성공적으로 도전했다는 점을 지적한다. 이 주장은 그에게 유용했던 것으로 보이며, 안티오코스 4세가 적어도 일부 사람들에게는 좋게 기억되었다는 것을 시사한다. 심지어 극히 적대적인 자료인 마카베오상도 안티오코스 4세가 죽음을 앞두고 "내 권력 시절에 사랑받던" 자신에게 왜 재앙이 닥쳤는지 궁금해했다고 기록하고 있다. 마카베오상에 따르면, 안티오코스 4세는 결국 이러한 불행이 자신이 예루살렘에서 주도한 유대인 박해의 결과라고 믿게 된다.

### 참조주
1. ↑  /ænˈtaɪ.əkəs ɛˈpɪfəniːz, ˌænt[미지원 입력]/; 고대 그리스어: Ἀντίοχος ὁ Ἐπιφανής, 로마자 표기: Antiochos ho Epiphanes, 신의 현현

### 내용주
1. ↑  “Antiochus IV Epiphanes”. 《Livius.org》.
2. ↑  Nelson, Thomas (2014). 《NIV, The Chronological Study Bible, eBook》. Thomas Nelson Incorporated. 1078쪽. ISBN 9781401680138. Antiochus IV—Epiphanes or Epimanes? (da 11:21–31) Thirteen kings of the Greek Seleucid dynasty from Syria bore the name of Antiochus. Antiochus III (223–187 B.C.), the great conqueror …
3. ↑  Samuels, Ruth (1967). 《Pathways through Jewish history》. Ktav Pub. House. 98쪽. OCLC 899113. Antiochus IV spared no pains to defend his empire against the growing power of Rome. Proud of his Greek ancestry and determined to unite all the peoples of the ancient world under his rule, he had sought to force his subjects to follow the Greek way of life to the exclusion of all others.
4. ↑  Mittag, Peter (2012년 10월 26일). 《"Antiochos IV Epiphanes", The Encyclopedia of Ancient History》. Blackwell Publishing Ltd. doi:10.1002/9781444338386.wbeah09032. ISBN 9781405179355.
5. ↑  Mittag, Peter (2006). 《Antiochos IV. Epiphanes: Eine politische Biographie》. Akademie Verlag. 34-37쪽. ISBN 978-3-05-004205-3.
6. ↑  M. Zambelli, "L'ascesa al trono di Antioco IV Epifane di Siria," Rivista di Filologia e di Istruzione Classica 38 (1960), pp. 363–389
7. ↑  Grainger, John D. (2010). 《The Syrian Wars》. Brill. 292–293쪽. ISBN 9789004180505.  안티오코스가 그의 삼촌 안티오코스 4세에게 살해되었다는 주장은 바빌로니아 천문일기에 근거하지만, 다소 회의적으로 받아들여야 한다.
8. 1 2  Bar-Kochva, Bezalel (1989). 《Judas Maccabaeus: The Jewish Struggle Against the Seleucids》. Cambridge University Press. 230–231쪽. ISBN 0521323525.
9. ↑  폴리비오스 26.1a.  폴리비오스 30장도 참고.
10. ↑  Grainger, "The Fall of the Seleucid Empire," pp. 20–23.
11. 1 2  Grainger, John D. (2010). 《The Syrian Wars》. Brill. 297–308쪽. ISBN 9789004180505.
12. ↑  폴리비오스 29.27.4, 리비우스 45.12.4ff.
13. ↑  Portier-Young, Anathea (2011). 《Apocalypse Against Empire: Theologies of Resistance in Early Judaism》. Grand Rapids, Michigan: William B. Eerdmans Publishing Company. 130–134쪽. ISBN 9780802870834.
14. ↑  마카베오하 5:5
15. 1 2  Ma, John (2013년 7월 9일). “Re-Examining Hanukkah”. 《Marginalia》.
16. ↑  플라비우스 요세푸스, 유대 전쟁사 1:1:1–2
17. ↑  마카베오하 5:11–14
18. ↑  마카베오상 1:41–50
19. ↑  Diodorus 34:1(4)
20. ↑  Tchrikover, Victor. Hellenistic Civilization and the Jews.
21. ↑  Newsom, Carol Ann; Breed, Brennan W. (2014년 1월 1일). 《Daniel: A Commentary》. Presbyterian Publishing Corp. 26쪽. ISBN 978-0-664-22080-8.
22. ↑  Hengel, Martin (1974). 《Judaism and Hellenism: Studies in Their Encounter in Palestine During the Early Hellenistic Period》 1 English판. London: SCM Press. ISBN 0334007887.
23. ↑  Stuckenbruck, Loren T.; Gurtner, Daniel M. (2019). 《T&T Clark Encyclopedia of Second Temple Judaism Volume One》. Bloomsbury Publishing. ISBN 9780567658135. 2021년 1월 5일에 확인함.
24. ↑  Telushkin, Joseph (1991). 《Jewish Literacy: The Most Important Things to Know about the Jewish Religion, Its People, and Its History》. W. Morrow. 114쪽. ISBN 0-688-08506-7.
25. ↑  Schultz, Joseph P. (1981). 《Judaism and the Gentile Faiths: Comparative Studies in Religion》. Fairleigh Dickinson Univ Press. 155쪽. ISBN 0-8386-1707-7.
26. ↑  Grabbe, Lester L. (2008). 《A History of the Jews and Judaism in the Second Temple Period: The Coming of the Greeks: The Early Hellenistic Period (335–175 BCE)》. Library of Second Temple Studies 68. T&T Clark. 103–107쪽. ISBN 978-0-567-03396-3.
27. ↑  Hengel, Martin (1974). 《Judaism and Hellenism: Studies in Their Encounter in Palestine During the Early Hellenistic Period》 1 English판. London: SCM Press. 306쪽. ISBN 0334007887.
28. ↑  Debevoise, Neilson C. (1938). 《A Political History of Parthia》. University of Chicago Press. 20쪽.
29. ↑  Kosmin, Paul J. (2014). 《The Land of the Elephant Kings: Space, Territory, and Ideology in the Seleucid Empire》. Harvard University Press. 21쪽.
30. ↑  Debevoise, Neilson C. (1938). 《A Political History of Parthia》. University of Chicago Press. 20–21쪽.
31. ↑  Debevoise, Neilson C. (1938). 《A Political History of Parthia》. University of Chicago Press. 21쪽.
32. ↑  Kosmin, Paul (2016). 《Indigenous Revolts in 2 Maccabees: The Persian Version》. 《Classical Philology》 111. 32–53쪽. doi:10.1086/684818. S2CID 162983934.
33. ↑  “1 Maccabees 6”.
34. ↑  “2 Maccabees 9”.
35. ↑  “2 Maccabees 10”.
36. ↑  “1 Maccabees 6:7”.
37. ↑  “Translation commentary on 1 Maccabees 6:7” (미국 영어). 2025년 4월 16일에 확인함.
38. ↑  Berthelot, Katell. “The Maccabean Victory Explained: Between 1 and 2 Maccabees”. 《shs.hal.science》. 2025년 4월 16일에 확인함.
39. ↑  마카베오하 9:5–9
40. ↑  “The Megillah of Antiochus – The Scroll of the Hasmoneans (Per translation by Phillip Birnbaum, 1974 with some modifications)”. 《Chabad.org》. 2022년 12월 4일에 확인함.
41. ↑  Safrai, Ze'ev (2006). 〈Appendix: The Scroll of Antiochos and the Scroll of Fasts〉. 《The Literature of the Sages: Second Part: Midrash and Targum Liturgy, Poetry, Mysticism Contracts, Inscriptions, Ancient Science and the Languages of Rabbinic Literature》. CRIaNT. Royal Van Gorcum, Fortress Press. 238–241쪽. ISBN 90-232-4222-X.
42. ↑  “Vedibarta Bam – And You Shall Speak of Them: Megilat Antiochus The Scroll of the Hasmoneans”. 2008년 2월 1일에 원본 문서에서 보존된 문서. 2022년 12월 4일에 확인함.
43. ↑  〈Antiochus IV., Epiphanes〉. 《유대 대백과사전》. I: Aach–Apocalyptic literature. Funk and Wagnalls. 1925. 634–635쪽.
44. ↑  〈제12권〉. 《유대 고대사》 – 위키문헌 경유.
45. ↑  C. Habicht, "The Seleucids and their rivals", in A. E. Astin, et al., Rome and the Mediterranean to 133 B.C., The Cambridge Ancient History, volume 8, p. 341
46. 1 2  Gera, Dov (1998). 《Judaea and Mediterranean Politics 219 to 161 B.C.E.》. Leiden: Brill. 320쪽. ISBN 90-04-09441-5.
47. 1 2  Sekunda, Nicholas Victor (2001). 〈Polybius on Antiochus IV〉. 《Hellenistic Infantry Reform in the 160's BC》. Studies on the History of Ancient and Medieval Art of Warfare 5. Oficyna Naukowa MS. 159–171쪽. ISBN 83-85874-04-6.
48. ↑  마카베오상 6:11
49. ↑  “1 Maccabees 6:12-13”.